# Anna Halcewicz
Anna Halcewicz (* 13. Juli 1947 in Warschau; † 16. Oktober 1988 ebenda; eigentlich Anna Pleskaczewska) war eine polnische Schauspielerin.
Sie spielte in den 1960er Jahren, -70er Jahren und -80er Jahren in neun polnischen Produktionen Rollen. Sie starb 1988 im Alter von 41 Jahren.

## Filmografie (Auswahl)
- 1973: Fernando I Humaniści
- 1982: Odwet
- 1983: Klakier
- 1987: Śmierć Johna L.